# Kalewała
Kalewała (fiń. Kalevala, Uhtua ros. Калевала) – osada typu miejskiego w północno-zachodniej Rosji, na terenie wchodzącej w skład tego państwa Republiki Karelii.
Do 1963 miejscowość nosiła nazwę Uhtua (ros. Ухта).
Kalewała leży w Kalewalskim Rejonie Narodowym i jest jego centrum administracyjnym.
Osada jest największym skupiskiem ludności na terenie rejonu kalewalskiego i jedynym w tym rejonie osiedlem typu miejskiego. Zamieszkuje ją 5459 mieszkańców (1 stycznia 2005 r.), co stanowi ponad połowę wszystkich mieszkańców tej jednostki podziału terytorialnego.
19 marca 1920 r. w ówczesnym Uhtua proklamowano powstanie niepodległego państwa karelskiego – Karelii (Karjala), zwanego też Republiką Uhtua. Powstańcze wojska przy wsparciu Finów opanowały wschodnią część Karelii, jednak w ciągu kilku lat Armia Czerwona odbiła utracone tereny i do 1922 r. zlikwidowała Republikę.